# Ifakara
Ifakara est une ville située dans la région de Morogoro, en Tanzanie.
Elle est le siège du diocèse d'Ifakara avec la cathédrale Saint-Patrick.

## Source
- (en) Cet article est partiellement ou en totalité issu de l’article de Wikipédia en anglais intitulé « Ifakara » (voir la liste des auteurs).